# Micranisa corneri
Micranisa corneri är en stekelart som först beskrevs av Wiebes 1967.  Micranisa corneri ingår i släktet Micranisa och familjen fikonsteklar. Inga underarter finns listade i Catalogue of Life.